# Matsuoka Yasunobu
Yasunobu Matsuoka (sinh ngày 2 tháng 5 năm 1986) là một cầu thủ bóng đá người Nhật Bản.

## Sự nghiệp câu lạc bộ
Yasunobu Matsuoka đã từng chơi cho Gamba Osaka, Roasso Kumamoto và V-Varen Nagasaki.